# Kék szajkó
A kék szajkó (Cyanocitta cristata) a madarak osztályának verébalakúak (Passeriformes) rendjébe és a varjúfélék (Corvidae) családjába tartozó faj.

## Rendszerezése
A fajt Johann Friedrich Gmelin német természettudós írta le 1788-ban, a Corvus nembe Corvus cristatus néven.

## Alfajai
- partvidéki kék szajkó Cyanocitta cristata cristata – az Amerikai Egyesült Államok atlanti-óceáni partvidékén honos, Észak-Karolina államtól egészen Texasig, kivéve Florida legdélebbi részét. Középméretű, nagyon kék alfaj.
- északi kék szajkó Cyanocitta cristata bromia – Kanada és az USA északi része. A legnagyobb alfaj. Világoskék színű.
- belföldi kék szajkó Cyanocitta cristata cyanotephra – Az Egyesült Államok középső területein honos, északon a Cyanocitta cristata bromia alfajjal határos az elterjedési területe. Középméretű, a hátán sötétkék, alul fehér hasú.
- floridai kék szajkó Cyanocitta cristata semplei – Florida déli részén él. Ez a legkisebb alfaj.

## Előfordulása
Észak-Amerika keleti részén széles körben elterjedt faj, Kanada déli részétől egészen a Mexikói-öbölig fordul elő. Általában egész évben egy helyben él, csak az északi területeken élők vonulnak télre délebbi területekre.
Eredetileg erdőlakó faj volt, mára azonban, főleg télire, gyakran felkeresi az emberi településeket, külvárosokat, parkokat is. Az észak-amerikai kontinens nyugati részén közeli rokona, a bóbitás szajkó (Cyanocitta stelleri) váltja fel, mely Alaszkától délre egészen Nicaraguáig előfordul.

## Megjelenése
Testhossza 30 centiméter, szárnyfesztávolsága 34-43 centiméter, súlya 70-100 gramm.  Háta kék, torkán egy fekete örv látható. Arca és hasa fehér. Szárnya kék-fekete-fehér mintázatú, farka fekete-fehéren csíkozott. Jellegzetes bélyege rövid felmereszthető bóbitája.
|  |  |

## Életmódja
Párosával vagy kisebb csapatban él, a táplálékban különösen bőségesen ellátott helyeken olykor nagyobb csapat is összeverődhet.
Elég hangos faj.
Magvakat, bogyókat, gyümölcsöket, rovarokat gyűjt a talajon és az aljnövényzetben. Közismert fészekrabló madár, előszeretettel rabolja ki a kisebb madarak fészkeit.
Annak ellenére, hogy a többségük vonuló, nagy mennyiségű makkot, diót halmoz fel föld alatti üregekben, faodvakban. Vonuláskor nagy, lármás csapatokat alkot.

## Szaporodása
Monogám faj, a párok életük végéig együtt maradnak.
Fészkét fákra, bokrokra gallyakból, fűből építi. Előszeretettel rak fészket tűlevelű fákra. 3-6 zöldes, barnásan mintázott tojást rak. A tojásokon csak a tojó kotlik 17 napig. A fiatal madarak 17-21 nap múlva hagyják el a fészket.

## Természetvédelmi helyzete
Az elterjedési területe rendkívül nagy, egyedszáma pedig stabil. A Természetvédelmi Világszövetség Vörös listáján nem fenyegetett fajként szerepel.

## Fordítás
- Ez a szócikk részben vagy egészben  a   Blauhäher című német Wikipédia-szócikk ezen változatának fordításán alapul.  Az eredeti cikk szerkesztőit annak laptörténete sorolja fel. Ez a jelzés csupán a megfogalmazás eredetét és a szerzői jogokat jelzi, nem szolgál a cikkben szereplő információk forrásmegjelöléseként.